# Bolitoglossa riletti
Bolitoglossa riletti es una especie de salamandras en la familia Plethodontidae.
Es endémica de México.
Su hábitat natural son los bosques secos tropicales o subtropicales, los montanos húmedos tropicales o subtropicales, plantaciones y jardines rurales.
Está amenazada de extinción debido a la destrucción de su hábitat.